# Cząstka Plancka
Cząstka Plancka – hipotetyczna cząstka elementarna, definiowana jako najmniejsza czarna dziura, której promień Schwarzschilda i długość fali Comptona jest równa długości Plancka. Jej masą jest masa Plancka, a czas życia równy jest 0,26 czasu Plancka. Nazwa pochodzi od nazwiska Maxa Plancka.